# SLAM (метод)

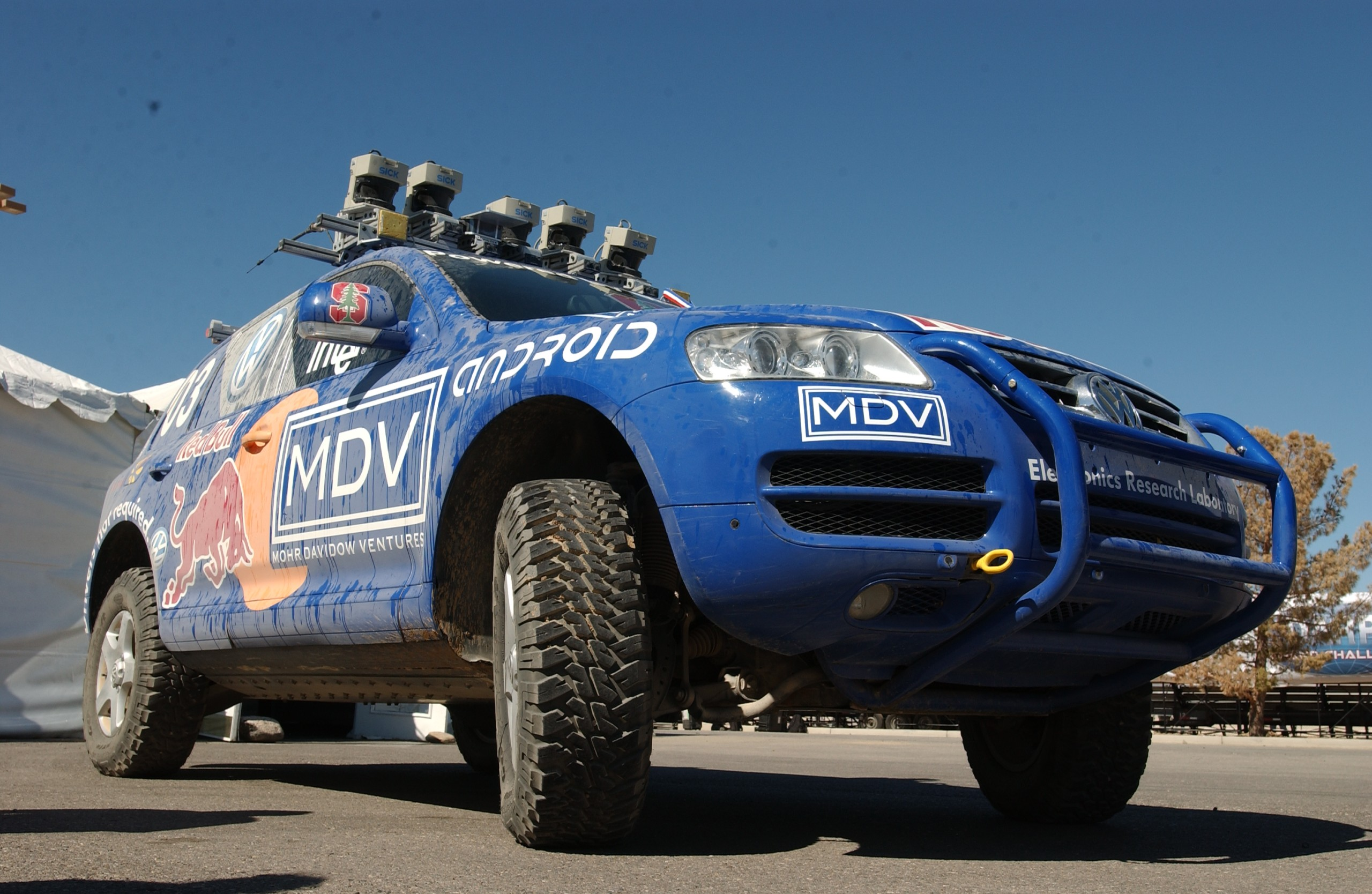
Переможець змагань DARPA Grand Challenge — Stanley (автомобіль), використовував SLAM, як елемент своєї автономної системи водіння.

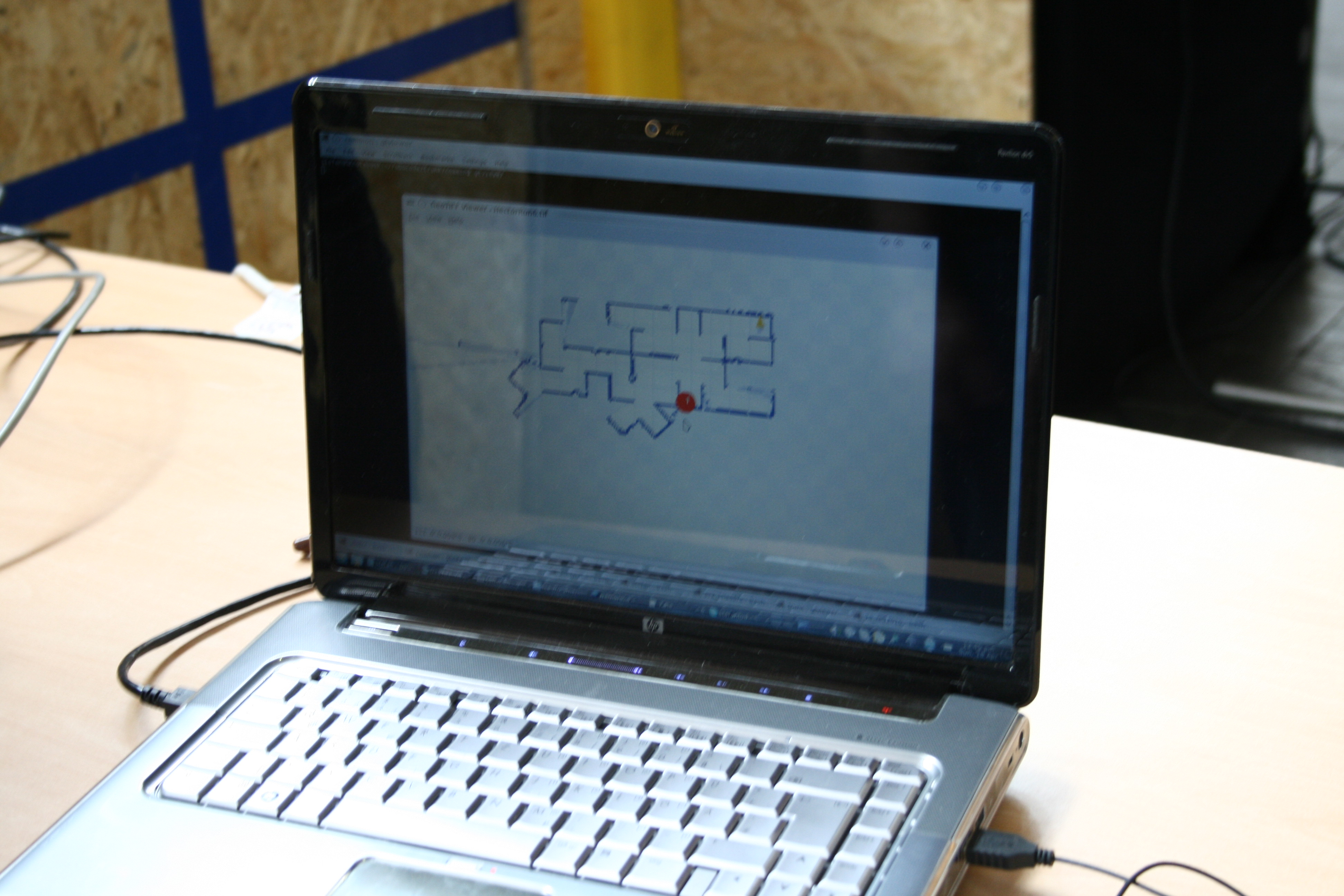
Мапа створена SLAM-роботом.

При розв'язуванні задач навігації і картографії у робототехніці, одночасна локалізація і картографування (англ. simultaneous localization and mapping — SLAM) є алгоритмічною обчислювальною задачею побудови і оновлення мапи невідомого оточення з одночасним відстежуванням місцеположення рухаючись по ньому. Хоча це схоже на задачу «курка чи яйце?», існує декілька алгоритмів, що розв'язують її, щонайменше приблизно, в скінченний час для певних умов. До популярних методів розв'язування належать фільтр часток, розширений фільтр Калмана і GraphSLAM.
Алгоритми SLAM обмежуються наявними ресурсами, таким чином не можуть бути абсолютно досконалими, бо досягають оперативної доступності. Опубліковані методи і підходи реалізовані в безпілотних автомобілях, безпілотних літаючих засобах, автономних підводних апаратах, планетоходах, згодом виникли в побутових роботах і навіть всередині людського тіла.

## Постановка задачі
Дана послідовність даних спостереження сенсору {\displaystyle o_{t}} за дискретні проміжки часу {\displaystyle t}, задачею SLAM є розрахувати і визначити розташування агента {\displaystyle x_{t}} і мапу оточення {\displaystyle m_{t}.} Всі величини зазвичай ймовірнісні, тому необхідно обчислити:
{\displaystyle P(m_{t},x_{t}|o_{1:t})}
Застосування правила Баєса дає основу для послідовного оновлення апостеріорного розташування, при даній мапі і функції переходу {\displaystyle P(x_{t}|x_{t-1}),}
{\displaystyle P(x_{t}|o_{1:t},m_{t})=\sum _{m_{t-1}}P(o_{t}|x_{t},m_{t})\sum _{x_{t-1}}P(x_{t}|x_{t-1})P(x_{t-1}|m_{t},o_{1:t-1})/Z.}
Аналогічно мапа може оновлюватися послідовно наступним шляхом
{\displaystyle P(m_{t}|x_{t},o_{1:t})=\sum _{x_{t}}\sum _{m_{t}}P(m_{t}|x_{t},m_{t-1},o_{t})P(m_{t-1},x_{t}|o_{1:t-1},m_{t-1}).}
Як для більшості задач наближення, рішення можна знайти при наближенні двох змінних, до локального оптимального рішення, шляхом почергового оновлення двох рівнянь у формі ЕМ-алгоритму.

## Алгоритми
До статистичних методів, що використовуються для задач апроксимації наведених вище, належать: фільтр Калмана, фільтр часток (який є методом Монте-Карло) і узгоджене сканування діапазонних даних. Вони дозволяють визначити оцінку функції апостеріорної ймовірності для позиції робота і параметрів мапи. Техніки оцінювання приналежності до множини в основному засновуються на поширенні сталого інтервалу.
Вони забезпечують множину, яка містить позицію робота і множину апроксимації мапи. Налаштування пучка є наступною популярною технікою у SLAM, який використовує дані зображень поєднані з оцінками розташування робота і орієнтирів на місцевості, тим самим підвищуючи точність мапи. Вона використовується в комерційних SLAM системах, таких як Проект Tango [Архівовано 16 березня 2014 у Wayback Machine.] компанії Google.
Нові алгоритми SLAM досі потребують активного дослідження і пошуку, і часто обумовлені різними вимогами і припущеннями щодо типів карт, давачів і моделей. Більшість SLAM систем можна розглядати як комбінації виборів кожного з цих аспектів.

### Картографування
Побудова топологічних мап це метод представлення довколишнього світу, який узагальнює структуру (тобто, топологію) оточення замість створення геометрично точної мапи. Топологічні методи SLAM використовуються для підвищення загальної узгодженості метричних алгоритмів SLAM.
На противагу тому, для топологічного представлення світу існують мапи у вигляді поверхонь, які використовують масиви оцифрованих елементів (зазвичай квадратних, або гексагональних клітин), і роблять припущення яка клітина зайнята в конкретний момент. Зазвичай клітини вважаються статистично незалежними, аби спростити обчислення. Згідно цього припущення, {\displaystyle P(m_{t}|x_{t},m_{t-1},o_{t})} приймає значення 1, якщо клітини нової карти узгоджені із спостереженням {\displaystyle o_{t}} на позиції {\displaystyle x_{t}} і 0, якщо неузгоджені.

## Реалізація
Різноманітні алгоритми SLAM реалізовані у відкритих бібліотеках Robot Operating System, які часто використовуються з Point Cloud Library для побудови 3D карт або візуальних ефектів у OpenCV.

### Список методів SLAM
Список відомих реалізацій методів SLAM:
- EKF SLAM
- FastSLAM 1.0
- FastSLAM 2.0
- L-SLAM[5] (Код для Matlab) [Архівовано 11 червня 2018 у Wayback Machine.]
- GraphSLAM
- Occupancy Grid SLAM[6]
- DP-SLAM
- Parallel Tracking and Mapping (PTAM) [Архівовано 20 жовтня 2016 у Wayback Machine.][7]
- LSD-SLAM[8] (доступно в відкритому коді)
- ORB-SLAM [Архівовано 27 вересня 2016 у Wayback Machine.][9] (доступно в відкритому коді)
- ORB-SLAM2
- MonoSLAM
- CoSLAM [Архівовано 6 квітня 2017 у Wayback Machine.][10]
- SeqSlam[11]